# 銀行学派
銀行学派（ぎんこうがくは banking school）とは19世紀前半の英国における経済学派の一派。銀行主義者とも。1844年成立の「ピール銀行条例」を巡り、銀行券発行量を発券銀行の金保有高と一致させるべきという通貨学派の主張に対して論陣を張った。学派の主要人物としてはトーマス・トゥック (en:Thomas Tooke)、ジョン・スチュアート・ミルらがいた。
彼らは、銀行券が金準備を超えて過剰に発行された場合、インフレーション懸念が発生すると預金者は銀行券の償還（金地金への交換）をすすんで行おうとするため、通貨発行高の問題は自然と解決されると主張した。
ピール条例の成立により勝利の軍配は通貨学派に上がったが、同条例は恐慌発生などによりその後3度にわたって停止されるなどしたため、相対的に銀行学派の権威が強化されることとなった。

## 真正手形原理
真正手形原理によると、銀行家が経営者に融資する場合、生産過程での実物財に対する請求権を表す30日、60日、または90日の短期商業手形を保証（担保）としてそれらとの引き換えに限定して行う限り、商品生産に必要な以上の融資は発生しない。この原理のねらいは、物価に影響を与えることなく、実質生産量にそれ自身の購入手段を決定させることである。真正手形原理の下では、中央銀行の政策的役割はただ1つである。それは、銀行が担保として提供する顧客の実手形real customer billsに対して必要な準備金を商業銀行に貸し出すことである。「真正手形原理"real bills doctrine"」という用語は、ロイド・ミンツが1945年に出版した 『銀行理論の歴史A History of Banking Theory』において造語された。この原理は、以前は「銀行の商業貸付理論the commercial loan theory of banking」と呼ばれていた。　
さらに、銀行融資は、新しい銀行券またはマネーストックの主要な構成要素である小切手預金（要求払い預金）口座への入金という形で商人に貸与されるが、この原理は、創造される通貨の量が物価に影響を与えることなく、ただ購買者が最終生産物として市場から完成品を購入できるようにするため必要十分なだけの分量であることを保証する。（なぜなら）次に、商人は販売受領高から実手形の銀行融資real bills bank loansを返済し、銀行は、次に商品生産に資金が必要になるまで、返済されたお金を流通から回収する（からである）。
この原理はアイデアこそジョン・ロー（1671-1729）に由来するものの、後世に理解されている原理はアダム・スミスの陳述に起源を持つ。ジョン・ローは『貨幣と貿易の検討：国に貨幣を供給する提案Money and Trade Considered: With a Proposal for Supplying a Nation with Money（1705）』において、真正手形原理の基本的な考え方を「不動産を担保とし、商業上のニーズに応じて生産高によって制限される通貨"output-governed currency secured to real property and responding to the needs of trade"」と表現している。ローは、土地を実体(経済)活動の尺度および担保とすることにより、通貨膨脹を制限し、物価の安定性を維持しようとした。これをアダム・スミスは、ローの生産量の価値尺度（proxy、価値尺度の数字）である土地の代わりに、自己回収的ですぐ現金になる（self-liquidating）短期商業手形を用いて説明しており、ここに真正手形原理が誕生した。
真正手形原理に対して批判的だった初期の批評家として、イギリスの銀行家にして国会議員、そして金融理論家のヘンリー・ソーントン（1760–1815）がいる。彼は、本来の意図どおりに貨幣を実質生産量にリンクするのではなく、実質生産量×物価、またはポンドで表示された名目価値にリンクすることによって、物価から貨幣へ、貨幣から物価へと流れる正のフィードバック・ループを生み出すことを指摘した。通貨当局が市場（貸出）金利を資本利潤率よりも低く保持している場合、このフィードバック・ループは継続的なインフレを引き起こす可能性がある。彼の主張は、ナポレオン戦争勃発以降のイギリス経済の困窮が背景にあり、通貨・信用面での困難の背景にイングランド銀行の兌換停止（1797-1821）に生じた物価上昇、為替下落、金の鋳造価格と金の市場価格との乖離といった一連の事態への原因究明の中で論じられたものであり、一般に「地金（じきん）論争、bullion controversy」と呼ばれることになる。